# Idiolekt
Idiolekt (zu altgriechisch ἴδιος ídios, deutsch ‚eigentümlich, eigen‘; gelegentlich auch: Ideolekt) bezeichnet die individuelle Sprache eines einzelnen Menschen. Dazu gehören etwa sein Wortschatz, sein Sprachverhalten, seine Ausdrucksweise und seine Aussprache. Der Idiolekt ist eine sprachliche Varietät auf der Ebene des einzelnen Sprechers. Der Begriff wird auch verwendet, um die Besonderheiten zu beschreiben, aufgrund derer man die Sprache unterschiedlicher Sprecher einer Sprachgemeinschaft unterscheiden kann. 
Eine der Methoden der Soziolinguistik besteht darin, Idiolekte von Mitgliedern einer genau zu definierenden Sprachgemeinschaft zu analysieren und daraus gemeinsame Merkmale eines Soziolekts abzuleiten. Dies erfolgt unter anderem über die idiolektische Gesprächsführung mit muttersprachlichen Sprechern.
Die Idiolektanalyse ist auch eine zentrale Methode in der forensischen Linguistik. Durch Untersuchung sprachlicher Besonderheiten von Texten kann der Kreis der Täter (z. B. der Schreiber von Drohbriefen) erheblich eingegrenzt werden. Einige forensische Linguisten warnen vor der Erwartung, anhand eines „sprachlichen Fingerabdrucks“ Verdächtigen eine Täterschaft eindeutig nachweisen zu können. Raimund Drommel, dem „Pionier der sprachwissenschaftlichen Kriminalistik“, zufolge reichten jedoch in vielen Fällen die sprachlichen Indizien aus, um gegen Verdächtige ein Strafverfahren in Gang zu setzen.